# Saint-Denis-d'Aclon
Saint-Denis-d'Aclon è un comune francese di 173 abitanti situato nel dipartimento della Senna Marittima nella regione della Normandia.

## Società

### Evoluzione demografica
Abitanti censiti